# Sycophila fasciata
Sycophila fasciata är en stekelart som först beskrevs av Thomson 1876.  Sycophila fasciata ingår i släktet Sycophila, och familjen kragglanssteklar. Arten är reproducerande i Sverige.